# Club Nàutic Salou
El Club Nàutic Salou (CNS) és un club nàutic de Salou. Té seccions de vela esportiva, pesca esportiva i rem.
El 20 d'abril de 1964 es redactaren els estatuts del club i el 6 de setembre del mateix any es presentà el club al públic. L'any 1968 s'obtingué l'autorització per construir el Port Esportiu de Salou, que s'inaugurà el 8 de juliol de 1969. El 1981 s'inaugurà la piscina del club. El 1984 organitzà el Campionat d'Europa de 470 de vela i el 1986 el campionat del món de la mateixa especialitat. El club també organitza les regates del Rei en Jaume.

## Presidents
- 1964 - 1974: Antoni Pedrol Rius
- 1974 - 1979: Modest González Ribas
- 1979 - 1983: Joaquim Oliva Valls
- 1983 - 1987: Heliodoro Bertomeu Gil
- 1987 - avui: Godofredo Domínguez Fernández